# Middleton Priors
Middleton Priors – wieś w Anglii, w hrabstwie Shropshire. Leży 26 km na południowy wschód od miasta Shrewsbury i 200 km na północny zachód od Londynu.